# Mikuláš Sexstetter
Mikuláš Sexstetter (22. července 1693, Klatovy – 4. března 1772, Přeštice), příslušník kladrubského řádu benediktinů, správce přeštického proboštství, historik a kronikář Přeštic, básník.

## Život
Sexstetter byl prvorozeným synem zlatníka Jiřího a Anny, rozené Zelenkové, který dostal jméno Jakub Vojtěch. Později už jako benediktin přijal řádové jméno Mikuláš. Postupně se mu narodili ještě čtyři bratři, Jan Václav (13. září 1695), Augustin (18. září 1699), Petr Jarolím (5. února 1702), Josef Jáchym Benedikt (19. března 1705) a sestra Anna Dominika (30. července 1707). Tři jeho bratři se věnovali duchovní dráze v řeholních řádech.
Mladším bratrům se dostalo vzdělání na jezuitském gymnáziu v Klatovech. Jakub Vojtěch byl již od mala vychováván benediktiny. Řeholní slib složil jako bratr Mikuláš 22. července 1711 a dovršil tak zasvěcení Kladrubské Divotvůrkyni. O tom svědčí tabulka u její sochy. Bylo to právě v roce, kdy byl uznán obraz Bolestné Panny Marie za zázračný a milostný.
V roce 1710 se kladrubští benediktini ujali Přeštic zakoupených opatem Maurem Fintzguthem. Z místní řeholní jednotky se rekrutovali tři správci, kteří se starali o ekonomický provoz farnosti a proboštství, duchovní a řeholní službu. Po smrti dvou z nich v roce 1717 na jejich místo nastoupil 9. října mladý, energický, čerstvě vysvěcený novokněz P. Mikuláš a stává se duchovním i vrchnostenským představeným benediktinské správy Přeštic. A když roku 1722 zemřel i místní představený komunity, stal se po něm Mikuláš i přeštickým superiorem. Soustředil tak do svých rukou do té doby rozdělenou ekonomickou, duchovní i řeholní správu Přeštic. S těmito pravomocemi se mohl pustit do přebudování města v živé duchovní centrum, které bylo schopno přijmout rostoucí počet poutníků. Roku 1714 byl do Přeštic povolán z Kladrub P. Beda Muck, který zde vybudoval mariánský hudební kůr.
Sexstetterovi se v roce 1724 podařilo sjednotit Bratrstvo svaté Barbory s nově zřízeným Bratrstvem sedmi bolestí Panny Marie s černým škapulířem. Stal se rektorem a duchovním představeným sjednoceného bratrstva.
Mikuláš měl vliv i na kulturní a sociální rozvoj. Došlo ke zkrášlení náměstí novými sochami. Ke stávajícím sochám svatého Vojtěcha a svatého Jana Nepomuckého přibyly sochy svatého Kiliána (1728) na východní straně a na severní straně náměstí socha svatého Bernarda (1729). V roce 1741 přibyla další socha svatého Ambrože ve Vícově. Byl rovněž rozšířen přeštický špitál.
Brzy potom co se v Přešticích rozproudil čilý poutní ruch, projevila se potřeba vybudovat větší kostel, který by vyhovoval kapacitně i reprezentačně. 17. května 1750 začaly práce na stavbě nového chrámu podle plánů Kiliána Ignáce Dientzenhofera. Stavba trvala dlouho a poslední etapa skončila vysvěcením ne úplně hotového, ale funkčního kostela 3. září 1775. V této době už působil ve funkci správce Sexstetter.
V roce 1765 se vzdal funkcí duchovního a ekonomického správce a znovu přijal jen úřad superiora. Až v roce 1771 se po bezmála pětapadesátileté nepřetržité službě vzdal i superiorátu a nedlouho potom zemřel.

## Dílo
Sexstetterova tvorba významem nepřekročila rámec regionu, ale nejde o dílo bezvýznamné. Zachovalo se však jen v rukopisech. Byl to autor sečtělý, se zálibou v antické literatuře a proto jazykem jeho děl byla především latina. Byl v první řadě výborným kronikářem.
Prvním známým dílem je Congregatio Przesticensis sub glorioso titulo tuo et potente tutela ter beata sponsa Christi Barbara, sepsané roku 1727, do kterého dopisoval ještě v roce 1750. Je to stručné shrnutí historie přeštického svatoborského bratrstva.
Jediné dílo, které vyšlo tiskem, je Perla v prstenu z roku 1724. Je věnováno sjednocení Bratrstva svaté Barbory s Bratrstvem Panny Marie Bolestné. Sloužilo jako příručka členům bratrstva.
Stěžejní pro jeho tvorbu je první ze dvou latinských přeštických kronik vzniklých v roce 1741 Puteus aquarum viventium. Hlavním tématem knihy je historie zázračného obrazu Panny Marie Přeštické. Jádrem je podrobný výčet zázračných vyslyšení a uzdravení. Druhou kronikou sepsanou téhož roku je Mnemosynon sive Monumenta et memorabilia praepositalis Przesticensis, hlavní náplní knihy jsou dějiny přeštického proboštství od nejstarších dob po jeho současnost.
Jeho vrcholným dílem je Sex saeculorum Ilias in nucleo chronologiae hagiographicae clausa sive Memorabilia caenobii benedictino-Cladrubiensis z roku 1761. Jde o první chronologické zpracování šesti století dějin kladrubského kláštera.
Sexstetter byl i výborným básníkem. Největší soubor básní pochází z okrajů Putea. Jedná se o padesát drobnějších básní a epigramů.